# Santpedor
Santpedor és una vila de Catalunya, cap del municipi del mateix nom, de la comarca del Bages. És al nord de Manresa i al sector més pla del Bages. Dedica la major part de les terres als conreus però també disposa d'àrees industrials en ple desenvolupament. Avui Santpedor és una de les poblacions de la comarca amb major creixement urbanístic i manté una activa vida cultural i esportiva. Fa temps que es treballa en la recuperació i condicionament dels aiguamolls del sud de la vila, on s'ha constatat l'existència d'espècies ornitològiques interessants. Santpedor conserva alguns portals de l'antic recinte emmurallat, que donen al barri antic de la vila un atractiu caràcter medieval. L'església de Sant Pere, d'origen romànic però actualment de bonica factura gòtica, ha estat restaurada fa poc. A l'entorn de la vila destaca l'ermita de Sant Francesc, bon mirador sobre el pla de Bages, i Santa Anna de Claret, un indret agradable amb dues esglesioles: la romànica de Santa Maria i la barroca de Santa Anna.
Santpedor, també és el poble de Josep Guardiola i Sala i del Timbaler del Bruc.

## Geografia
- Llista de topònims de Santpedor (Muntanyes, serres, collades, indrets, rius, fonts, cases, masies, esglésies…).

### Masies
Una de les masies més importants és la masia de Llussà. Construïda al segle xiv, potser abans, però la documentació més antiga correspon a l'any 1331, és a 1,5 kilòmetres lluny del poble en direcció nord-est. L'any 1832 la pubilla del mas, Susanna Llussà contragué núpcies amb Josep Sala Espinalt, hereu de la casa de Vallbona. Posseeix una masoveria al nord de la casa gran, i un oratori que data de finals del segle xvii o principi del segle xviii.
Masia de Vallbona. També d'època medieval, és una de les cases més antigues del terme municipal, i alhora la més allunyada del nucli urbà. Es troba al límit occidental, sobre la riera de Vallverd.La família Sala es vinculà amb els descendents del mas Llussà l'any 1832. Dins la seva propietat cal assenyalar «El Sitjà», al costat de la Costa de la Vila —en l'actualitat urbanització del Serrat de Castellnou—, completament en ruïnes; cal Bonic, deshabitada des de 1933 i cal Saleta, de propietat particular i encara habitada.
Masia de Ponsgrau. És a vint minuts a peu del poble en direcció a l'oest. Visqué, segurament, la seva època més esplendorosa durant segle xviii, per passar posteriorment a un propietari urbà. El 1965 la finca de Ponsgrau es parcel·là per a crear la urbanització «Mirador de Montserrat» i la casa es transformà en restaurant.
Cal Mariano. Construïda l'any 1800, si bé substitueix una antiga casa situada a la plana d'Olius, el «Casalot», que arran de les Guerres Carlines, fou enderrocada. També estigué vinculada a la masia de Vallbona.
D'altres cases de les quals cal fer esment són: Sebarroja (reformada a final del segle xvii, ca l'Ampolità (sobre el torrent d'Olius), mas de l'Arola, Burgaroles (reformada el 1734), cal Pinyot, mas d'en Comes, mas Grané, can Viladetes (des de l'any 1975 constitueix la seu de l'associació AMPANS per disminuïts psíquics), entre d'altres.

## Història
El nom deriva de la construcció l'església de Sant Pere a l'indret conegut antigament pel lloc d'Or, i tenia al nom de Sant Pere d'Or. D'aquest nom prové la contracció Santpedor, passant per l'estadi intermedi de Sant Pè d'Or. La documentació escrita més antiga que fa referència al lloc d'Or és de l'any 937 i l'església està documentada des del 996. El Castell d'or s'esmenta com a castrum Auri en una butlla del papa Benet VII (any 978). El 1082, Ramon Berenguer II va cedir la meitat del seu alou al monestir de Sant Benet de Bages.
Als segles següents, xi a xiii, Santpedor experimenta un creixement progressiu que culmina durant la primera meitat del segle xiv fins que la pesta negra castigà durament la població l'any 1348. D'aquest període en resten valuosos testimonis arquitectònics. Durant aquest període, Santpedor fou vila reial, és a dir, que no depenia de cap senyor feudal, sinó directament de la corona.
El rei Pere el Cerimoniós vengué Santpedor a un noble anomenat Francesc de Perellós, però els santpedorencs van reunir 5.000 florins d'or per recuperar els drets sobre el municipi i retornar-lo a la protecció reial. L'any 1400, el rei Martí l'Humà premiaria aquest esforç atorgant a vila el títol de «Carrer de Barcelona». Santpedor tenia el privilegi d'enviar representants a les corts catalanes.
Malgrat que l'agricultura roman la principal activitat econòmica del poble entre els segles xvi i xviii, es desenvoluparen algunes activitats manufactureres que tingueren certa significació en l'economia local com la dels paraires (filadors, cardadors i teixidors de llana) i la producció d'aiguardent, que fins i tot s'exportava a altres comarques. Santpedor fou durant molts segles la segona població del Bages i tingué fortes rivalitats amb Manresa.
Santpedor participà activament en la Guerra del Francès (1808-1814). La memòria popular feu llegenda de la intervenció del jove Isidre Lluçà i Casanoves, conegut com el timbaler del Bruc, en el primer combat del Bruc, el 6 de juny de 1808.

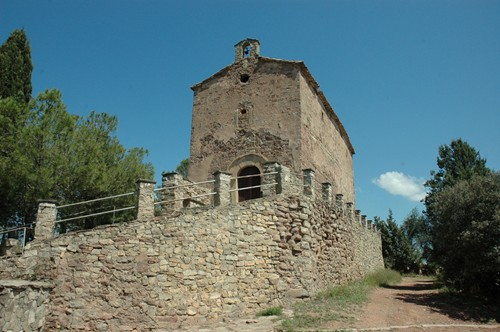
Ermita de Sant Francesc

Després de la guerra hi hagué una forta regressió econòmica agreujada per la competència de les noves indústries que anaven creixent al voltant dels rius Llobregat i Cardener, com que a Santpedor encara es teixia a mà. Les tres Guerres Carlines i la plaga de fil·loxera que assolà les vinyes tancaren el segle xix no gaire afortunat per al poble.
La recuperació arribà al primer quart del segle xx amb l'arribada del ferrocarril (1884), la creació de la Cooperativa Agrícola (1905), l'arribada de l'electricitat (1911) i la portada de l'aigua (1932). Com a la resta de Catalunya, el creixement s'estroncà amb la Guerra Civil.
El tèxtil fou pràcticament l'única indústria que subsistí fins que també entrà en crisi a la dècada del 1960, el que va provocar el sorgiment d'altres activitats,
 que com a la resta de la comarca, va comportar l'arribada de nombroses famílies procedents d'altres comunitats de l'estat, atretes per les possibilitats de feina.

### Sardana
La sardana guanyà molta popularitat a Santpedor al llarg del segle xx, fins al punt que l'any 1987 la vila fou proclamada Ciutat Pubilla de la Sardana. Un monument situat a la plaça Catalunya recorda l'efemèride i el vincle de Santpedor amb aquest ball.
La sardana es va popularitzar a Catalunya a principi del segle xx i va arrelar amb força a Santpedor, on tot sovint se celebraven ballades populars. L'any 1959 apareix el primer grup sardanista, sota el nom de L'Encís d'un Poble, que participà en diversos concursos, però que tingué una curta durada. L'any 1966 sorgeix el grup Flama Roja, que actuà en concursos al llarg de tres anys. L'any 1970 es forma el Grup Sardanista Santpedor per a aglutinar el món sardanista local i per promoure aquesta dansa i la cultura catalana. Va durar fins al 1997 i va arribar a tenir quatre colles: Flama Roja, Aires Nous, Timbaler i Petits Santpedorencs. L'any 1987 tota aquesta intensa activitat fou reconeguda amb la proclamació de Santpedor com a Ciutat Pubilla de la Sardana.
Santpedor va rebre amb gran estima i participació aquell pubillatge, que els vilatans van entendre com una distinció important per a la vila. L'esdeveniment fou celebrat amb actes nombrosos, que comptaren amb l'activa col·laboració de totes les entitats culturals i esportives del poble. Cal destacar sobretot l'acte solemne i oficial a l'Ajuntament, en què es descobrí una placa commemorativa; la proclamació com a Pubilla de la Sardana de na Maria Bosch i Gall; la lliçó magistral sobre la Sardana d'en Jaume Prat i Vila i la inauguració del Monument a la Sardana situat a la Plaça de Catalunya (Santpedor). El monument, que encara avui testimonia aquell pubillatge, és obra de l'escultor santpedorenc Xavier Barcons i Soler.

## Demografia
| Entitat de població      | Habitants (2024) |
| Santpedor                | 7.179            |
| el Mirador de Montserrat | 528              |
| Font: Idescat            |                  |

| 1497 f | 1515 f | 1553 f | 1717 | 1787  | 1857  | 1877  | 1887  | 1900  | 1910  |
| ------ | ------ | ------ | ---- | ----- | ----- | ----- | ----- | ----- | ----- |
| 92     | 108    | 118    | 948  | 1.791 | 1.818 | 1.901 | 1.879 | 1.885 | 1.740 |

| 1920  | 1930  | 1940  | 1950  | 1960  | 1970  | 1981  | 1990  | 1992  | 1994  |
| ----- | ----- | ----- | ----- | ----- | ----- | ----- | ----- | ----- | ----- |
| 1.762 | 1.918 | 1.917 | 1.797 | 2.363 | 2.794 | 3.424 | 4.347 | 4.644 | 4.644 |

| 1996  | 1998  | 2000  | 2002  | 2004  | 2006  | 2008  | 2010  | 2012  | 2014  |
| ----- | ----- | ----- | ----- | ----- | ----- | ----- | ----- | ----- | ----- |
| 5.062 | 5.156 | 5.352 | 5.477 | 5.828 | 6.263 | 6.787 | 7.071 | 7.187 | 7.384 |

| 2016  | 2018  | 2020  | 2022  | 2024  | 2026 | 2028 | 2030 | 2032 | 2034 |
| ----- | ----- | ----- | ----- | ----- | ---- | ---- | ---- | ---- | ---- |
| 7.520 | 7.532 | 7.604 | 7.612 | 7.716 | -    | -    | -    | -    | -    |

## Administració
| Període      | Nom de l'alcalde/-essa   | Partit polític | Data de possessió |
| ------------ | ------------------------ | -------------- | ----------------- |
| 1979 - 1983  | Joan Carreras Matas      | Independents   | 19/04/1979        |
| 1983 - 1987  | Francesc Mas Sanmiguel   | CIU            | 28/05/1983        |
| 1987 - 1991  | Francesc Mas Sanmiguel   | CIU            | 30/06/1987        |
| 1991 - 1995  | Josep Santamans Gubianas | PSC            | 15/06/1991        |
| 1995 - 1999  | Josep Santamans Gubianas | PSC            | 17/06/1995        |
| 1999 - 2003  | Josep Santamans Gubianas | PSC            | 03/07/1999        |
| 2003 - 2007  | Laura Vilagrà i Pons     | ERC            | 14/06/2003        |
| 2007 - 2011  | Laura Vilagrà i Pons     | ERC            | 16/06/2007        |
| 2011 - 2015  | Laura Vilagrà i Pons     | ERC            | 11/06/2011        |
| 2015 - 2019  | Xavier Codina Casas      | ERC            | 13/06/2015        |
| 2019 - 2023  | Xavier Codina Casas      | ERC            | 26/05/2019        |
| Des del 2023 | Agustí Comas Guitó       | ERC            | 17/06/2023        |